# Kaori Kobayashi
Kaori Kobayashi (jap. 小林 香織, Kobayashi Kaori; * 20. Oktober 1981 in der Präfektur Kanagawa) ist eine japanische Jazz-Saxophonistin und Flötistin. Sie wuchs in Tokio auf.

## Biographie
Kobayashis Vater war Fotograf, ihre Mutter Klavierlehrerin. Schon in jungen Jahren lernte Kobayashi das Klavierspiel. Im Alter von 13 Jahren trat sie einer Blaskapelle bei und begann Flöte zu spielen. Vier Jahre später verließ sie die Band und wechselte zum Altsaxophon. In der Folge widmete sie sich dem Jazz.
Nach vier Jahren Unterricht bei Bob Zangu in Jazz-Saxophon trat sie in die Senzoku Universität für Musik ein, die sie abschloss. Danach schloss sie einen Vertrag mit dem Label Victor Entertainment ab und ihr erstes Album Solar erschien.

## Diskographische Hinweise
- Solar, Kaori's Collection (2005)
- Fine (2006)
- Glow (2007)
- Shiny (2008)
- The Golden Best (2009)
- Luv Sax (2009)[4]
- Precious (2011)
- Seventh (2012)
- Urban Stream (初回限定盤) (2013)
- Spirit (2014)
- Melody (2016)
- Be myself! (2018)
- NOW and FOREVER (2021)